# 葉璇
葉璇（英語：Michelle Ye Xuan；1980年2月14日—），出生於浙江杭州，香港女演員，從小就在優渥的家境成長，9歲父母離異，10歲時便由爺爺奶奶陪同遠赴美國留學，13岁时由於爺爺奶奶不適應美國生活，爷爷奶奶便回到了中國，此時她向她的父親提出獨立居住。1999年代表美國紐約到香港參選國際華裔小姐，取得冠軍及「最具古典美態獎」，2010年憑電影《意外》首奪第29屆香港電影金像奬及第二屆優質華語電影大獎的「最佳女配角奖」。

## 概要
葉璇的祖父母均是浙江大學教授，父親葉朝陽為美國華裔房地產商人，其身家財產總值超過10億元人民幣，生母許嵐，已跟丈夫离异，繼母為美國律師王雪潔。葉璇早年就讀杭州朝暉四區小學和杭州外國語學校，10歲時跟隨在美國經營房地產生意父親移民紐約，中學就讀位於布鲁克林 John Dewey High School，大學就讀衞斯理學院（Wellesley College），主修政治學，入學後不足一年便退學。
1999年，葉璇代表美國紐約到香港参選國際華裔小姐，取得冠軍及「最具古典美態獎」，及後其從美國衞斯理學院退學，從事演藝事業，由時任TVB主席邵逸夫親點與無綫電視(TVB)簽約成為藝員。
2000年至2004年，葉璇先後拍攝多部TVB電視劇，包括《封神榜》、《美麗人生》、《再生緣》、《衝上雲霄》、《西廂奇緣》等皆擔任第一或第二女主角，成為備受電視台力捧的女演員之一，於2002年憑《再生緣》獲提名千星輝頒獎典禮「飛躍進步女藝員」。
2005年7月1日不再續約而離開無綫電視，加盟豐德麗旗下紅館經理人公司。此後和亞視簽「部頭合約」，拍攝《情陷夜中環》二部曲，成為其代表作之一，2005年7月1日投入寰亚電影門下之後，積極參與電影演出。2006年，葉璇憑《情義我心知》入围第25届香港電影金像獎最佳新人。2010年凴《意外》獲得《第29屆香港電影金像獎》及《第二屆優質華語電影大獎》的「最佳女配角」殊榮。
2011年，葉璇跟寰亞電影的合約到期，其選擇不再續約離開，到北京成立叶璇工作室，以制片人的身份签约强视传媒。同年獲選為橫店影視產業協會副會長，更自資成立浙江東陽博海影視有限公司並擔任該公司董事長。
2012年，葉璇首度嘗試擔任編劇，選用筆名「鳯凰」，為其所投資電視劇《第九個寡婦》編寫劇本。葉璇在往後日子，開始多次為其所投資電視劇目，擔任共同編劇一職，為電視劇撰寫劇本。
2013年9月正式成為浙江橫店影視職業學院表演系客座教授同年10月入讀長江商學院EMBA。2014年5月葉璇獲浙江傳媒學院中影視藝術學院聘用成為客座教授。
2014年6月，葉璇接受騰訊（Tencent）訪問時透露在香港、北京、上海、杭州購置房子作為出租用途。同月強視傳媒被另一公司道博股份全面收購，作為該公司其中一名股東的她，則選擇完全出售自己名下所持有強視傳媒股份，獲利數千萬元人民幣。
2015年6月18日，葉璇與比其年輕十歲的內地造型師蒯磊公開戀情，至2019年7月15日宣佈和平分手，兩人談戀愛期間，葉璇在其身上花費超過三億元人民幣。葉璇現在的工作，主要是替中國內地各種企業、微商擔任代言人，其次葉璇在中國內地參加各式各樣的商業演出工作、拍攝各式各樣的雜誌封面跟內頁相片。
2018年9月因對抗法院生效判決，上海市徐匯區法院將葉璇列為失信被执行人。
2019年12月14日，葉璇在其新浪微博帳戶宣佈，簽約北京华太星娱文化传媒有限公司。
2020年1月14日，葉璇接受香港電台訪問，表示自己重新開始拍攝電視劇，未來將會在香港跟中國內地兩地發展。同年5月初，葉璇加入淘寶直播，成功每月平均銷售四千六百多萬元人民幣的貨品，成為內地演藝界的帶貨女王。
2021年9月26日，葉璇在其新浪微博公開宣佈已經跟其在南京師範大學擔任教授的男朋友正式註冊結婚，兩人已經舉行非公開的宗教結婚儀式。同年10月13日，葉璇加入抖音直播。結婚后的葉璇定居在上海，和丈夫分隔兩地，每個周末她會到南京探望丈夫。
2025年3月，葉璇在內地抖音直播爆料，父親葉朝陽年老病重，多次進入内地醫院救冶。而父親的財產，亦被内地家裏的家庭傭工看上，密謀侵吞。葉璇已經安排父親在香港養病，她本人在内地和香港兩地奔走，照顧父親。同年4月，葉璇接受東方日報 (香港)訪問，証實父親葉朝陽患有癌病，正在香港接受治療，她每天親自照料，目前暫停所有的工作，專注陪伴患有癌病的父親。她表示自3月於網上公開内地家庭傭工密謀侵吞其父親財產的事情後，她跟那位家庭傭工再也没有見面，她也説明自己並不是對父親的財產有了甚麼不好的念想，而是現在照顧父親才是她首選的事情。
2025年5月1日，葉璇給浙江嘉興胖都來商場站臺受到批評。因該商場與胖東來極為相似。胖東來方面隨後回應稱，已經取證並向對方郵寄律師函，該律師函顯示，索賠金額不低於500萬，而葉璇作為代言人可能承擔連帶責任。

## 演出作品

### 電視劇（無綫電視）
| 首播年份 | 劇名         | 角色               |
| 2000年   | 廟街·媽·兄弟 | 何 喜              |
| 2001年   | 美麗人生     | 尹雪宜（Jess）     |
| 2001年   | 封神榜       | 楊蓮花             |
| 2002年   | 再生緣       | 孟麗君             |
| 2002年   | 流金歲月     | 程小雨（Rain）     |
| 2002年   | 雲海玉弓緣   | 厲勝男             |
| 2002年   | 蕭十一郎     | 張潔潔（客串演出） |
| 2003年   | 非常外父     | 丁明珠             |
| 2003年   | 衝上雲霄     | 童希欣（Zita）     |
| 2004年   | 翡翠戀曲     | 孫燕秋（青年）     |
| 2005年   | 西廂奇緣     | 崔鶯鶯             |
| 2005年   | 本草藥王     | 冬 青              |

### 電視劇（亞洲電視）
| 首播年份 | 劇名        | 角色             |
| 2005年   | 情陷夜中環  | 沈思晨（Season） |
| 2006年   | 情陷夜中環2 | 江海瀾           |

### 電視劇（香港有線電視）
| 首播年份 | 片名     | 角色           |
| 2007年   | 補習天后 | 陳可可（Suki） |

### 電視劇（ViuTV）
| 首播年份 | 片名   | 角色          |
| 2023年   | 法與情 | 范雪娜（Dora) |

### 電視劇（中國大陸）
| 首播年份 | 劇名                     | 角色           |
| 2002年   | 一網情深                 | 楊慧敏         |
| 2004年   | 毒蝶                     | 羅怡平         |
| 2005年   | 天下第一                 | 上官海棠       |
| 2006年   | 沙家浜                   | 陳麗麗         |
| 2007年   | 叫一聲媽媽               | 簡小單         |
| 2007年   | 聊齋2之羅剎海市          | 小 喬          |
| 2009年   | 杨贵妃秘史               | 杨玉瑶         |
| 2010年   | 国色天香                 | 苏雨宁／苏红玉 |
| 2011年   | 寻你到天涯               | 宁欣然         |
| 2011年   | 尖刀战士                 | 明 慧          |
| 2012年   | 第九个寡妇               | 王葡萄         |
| 2013年   | 雅典娜女神／青春烈火     | 琉璃子         |
| 2013年   | 紫釵奇緣                 | 霍小玉         |
| 2013年   | 钢魂                     | 大岛漱         |
| 2014年   | 衛子夫                   | 小 雁          |
| 2014年   | 古城往事                 | 顾秀梅／顾秀菊 |
| 2015年   | 龍門飛甲                 | 金鑲玉         |
| 2015年   | 馬上天下                 | 袁春梅         |
| 2015年   | 潘多拉的秘密             | 刘璃           |
| 2015年   | 映山红                   | 陈满金         |
| 2016年   | 東方戰場                 | 川島芳子       |
| 2016年   | 謎砂                     | 黎靜           |
| 2018年   | 人民子弟兵               | 江旭           |
| 2018年   | 楼外楼                   | 趙琳涵         |
| 2020年   | 以父之名                 | 郝欢喜         |
| 2021年   | 那些日子                 | 陈靜           |
| 2023年   | 谯国夫人                 | 冼英           |
| 未播映   | 抓緊時間愛（2012年拍攝） | 秦海曼         |
| 未播映   | 搜索连（2015年拍攝）     | 寇佳           |

### 電影
| 首映年份 | 片名                 | 角色                 |
| 2005年   | 情義我心知           | 阿綠                 |
| 2006年   | 至尊無賴             | 行姐（客串）         |
| 2007年   | 異塚                 | 孟萍                 |
| 2007年   | 戲王之王             | Judy                 |
| 2008年   | 大搜查之女           | 婉薇                 |
| 2009年   | 神鎗手               | 范慧青               |
| 2009年   | 破碎凶間（又名頭七） | 盧彥芳               |
| 2009年   | 復仇                 | 多仔婆               |
| 2009年   | 意外                 | 女人                 |
| 2009年   | 杀人犯               | 仔仔母（客串）       |
| 2010年   | 火龍                 | 细May                |
| 2010年   | 維多利亞壹號         | 8A女户主（客串）     |
| 2010年   | 飛砂风中轉           | 蘭芝                 |
| 2010年   | 李小龍               | 李合銀               |
| 2011年   | 出軌的女人           | Josephine            |
| 2011年   | 蔡李佛拳             | 晶晶                 |
| 2011年   | 建党伟業             | 李励庄（陈公博之妻） |
| 2011年   | 窃听风云2            | 何婉清               |
| 2012年   | 車手                 | 詠（盧峰妻子）       |
| 2013年   | 百星酒店             | 肥九（客串）         |
| 2013年   | 毒戰                 | 薩婆                 |
| 2014年   | 竊聽風雲3            | 陸永瑜               |
| 2015年   | 麻雀王               | 雷夢娜               |
| 2015年   | 暴瘋語               | 方慧玲               |
| 2020年   | 芒刺在吻（網絡電影） | 苏玉                 |
| 2021年   | 1921                 |                      |
| 2021年   | 重启地球（網絡電影） |                      |
| 2023年   | 章鲨（網絡電影）     | 范静雅               |

### 配音
- 2009年：窃听风云─婉儿（张静初饰演）
- 2009年：十月围城─月茹（范冰冰饰演）
- 2010年：越光宝盒─小乔（黄奕饰演）
- 2010年：枪王之王─邵安娜（李冰冰饰演）

### 微電影
- 2010年：人有三急─任子晴

### 舞台劇
| 年份   | 作品名稱               | 角色   | 備注                                                                                       |
| 2005年 | 經典回望（一）之<周璇> | 周 璇  | 香港舞蹈團經典回望系列                                                                     |
| 2013年 | 如此長江               | 宋美齡 | 香港話劇團（香港南京總會呈獻）                                                             |
| 2022年 | 红高粱                 |        | 南京江苏大剧院，杭州运河大剧院，太原山西大剧院，烟台大剧院，北京保利剧院，丝路国际艺术中心 |

## 書籍

### 自傳
| 年份   | 書名                 | 作者 | 出版       | ISBN               |
| ------ | -------------------- | ---- | ---------- | ------------------ |
| 2006年 | 《上善若水——璇攻略》 | 叶璇 | 香港文化馆 | ISBN 9789889802127 |

## 獎項

### 纽约大华埠华裔小姐/國際華裔小姐
| 年代   | 頒獎典禮           | 獎項                                                   | 結果 |
| ------ | ------------------ | ------------------------------------------------------ | ---- |
| 1998年 | 纽约大华埠中華小姐 | 纽约大华埠中華小姐季军（代表纽约参加国际中華小姐选美） | 獲獎 |
| 1999年 | 國際華裔小姐       | 最具古典美態大獎                                       | 獲獎 |
| 1999年 | 國際華裔小姐       | 國際華裔小姐冠軍                                       | 獲獎 |

### 香港電影金像獎
| 年代   | 頒獎典禮             | 獎項       | 影片           | 結果 |
| ------ | -------------------- | ---------- | -------------- | ---- |
| 2006年 | 第25届香港电影金像奖 | 最佳新演員 | 《情義我心知》 | 提名 |
| 2010年 | 第29届香港电影金像奖 | 最佳女配角 | 《意外》       | 獲獎 |

### 香港電影評論學會大獎
| 年代   | 頒獎典禮                   | 獎項       | 影片          | 結果 |
| ------ | -------------------------- | ---------- | ------------- | ---- |
| 2014年 | 第21屆香港電影評論學會大獎 | 最佳女演員 | 《竊聽風雲3》 | 提名 |

### 其他
| 年代   | 獎項                                     | 影片                   | 結果 |
| ------ | ---------------------------------------- | ---------------------- | ---- |
| 1998年 | ISEF世界青年科学竞赛植物一等奖           |                        | 獲獎 |
| 2008年 | 风尚中国榜年度风尚影视女星奖             |                        | 獲獎 |
| 2010年 | 国际青年录像节优秀演员                   | 《人有三急》（微電影） | 獲獎 |
| 2010年 | 第3届新人电影节最佳女主角奖              | 《人有三急》（微電影） | 獲獎 |
| 2010年 | 第2届优质华语电影大奖最佳女配角          | 《意外》               | 獲獎 |
| 2010年 | 第12屆意大利乌甸尼斯远东电影节最佳女主角 | 《火龍》               | 提名 |
| 2010年 | 第14届韩国富川国际奇幻电影节最佳女演员   | 《火龍》               | 提名 |
| 2011年 | 乐视影视盛典港台地区年度最受欢迎女演员   | 《国色天香》           | 獲獎 |

## 外部連結
- 葉璇的新浪微博
- 葉璇的新浪博客
- 葉璇在互联网电影资料库（IMDb）上的資料（英文）
- 葉璇在香港影庫上的簡介
- 葉璇在豆瓣上的资料（简体中文）
- 葉璇在时光网上的簡介（简体中文）